# Folkert de Jong
Folkert de Jong (né en 1972 à Egmond aan Zee aux Pays-Bas) est un artiste hollandais, il vit et travaille à Amsterdam. Il est diplômé de l'Académie des arts visuels d'Amsterdam et a été résident à la Rijksakademie van Beeldende Kunsten. En 2003, de Jong a obtenu le Prix de Rome pour la sculpture.
Il réalise des sculptures dont une d'abdel et des installations à grande échelle dans lesquelles il mélange librement les époques, les matériaux et les références culturelles. Il  utilise des figures et des accessoires en matériaux tels que le polyuréthane et le polystyrène, des matériaux « immoraux », des produits chimiques industriels à base de pétrole, pour sculpter des personnages humains grandeur nature placés dans des scènes sculpturales, en intérieur ou extérieur, souvent inspirées de contextes historiques moralement discutables. Sur le plan thématique, ses constructions soigneusement perturbantes traitent souvent des offres inéquitables, des profiteurs et des fantômes du colonialisme et l'impérialisme.
Avec son travail Folkert de Jong veut explorer le côté sombre de la condition humaine avec des œuvres figuratives brutes qui se réfèrent à la guerre, au pouvoir, et à l’histoire de l'art.
Plusieurs œuvres font référence à l'art moderne européen : les peintures de Pablo Picasso (Arlequin, Les Saltimbanques, La Belle Hollandaise), les tableaux d'artistes hollandais tel Johannes Vermeer et Jan de Baen et aussi les toiles de George Grosz, Otto Dix ou James Ensor dont il adopte l'humour et la violence.

## Sélection d'œuvres
- Seht der Mensch, The Shooting Lesson, 2008, styrofoam, mousse de polyuréthane pigmentée, environ 800 x 800 x 300 cm (Collection Saatchi, Londres)
- Mount Maslow, 2007, styrofoam, mousse de polyuréthane pigmentée, dimensiones variables (The Hudson Valley Center for Contemporary Art, Peekskill, NY)
- The Sculptor, the Devil and the Architect, 2006, polystyrène, polyuréthane, dimensiones variables (Groninger Museum, Groningue)
- Cyan-Kali, 2005, styrofoam, polystyrène, bois, 230 x 230 x 200 (Museum Het Domein, Sittard)
- Les illusions de la vie – Cavalier, 2003, polystyrène, mousse, 256 x 158 x 248 cm (Musée des beaux-arts de Montréal)

## Expositions

### Expositions personnelles (sélection)
- 2014 : The primacy of matter over thought, Galerie Dukan (Paris)[9]

2012
- The Immortals[10], Glasgow International Festival of Visual Art, Mackintosh Museum, The Glasgow School of Art, Glasgow et galerie dukan hourdequin, Paris

2011
- Operation Harmony[11], James Cohan Gallery, New York

2009
- Circle of Trust : Selected Works 2001-2009, Groninger Museum, Groningen

2007
- Les Saltimbanques, James Cohan Gallery, New York

2005
- Golden Dawn, Peres Projects, Los Angeles

2004
- Prix de Rome/Life's Illusions

### Expositions collectives (sélection)
2012
- The Best of Times, The Worst of Times - Rebirth and Apocalypse in Contemporary Art, Kiev

2011
- Shape of Things to Come : New Sculpture[12], The Saatchi Gallery, Londres

2010
- Hareng Saur : Ensor and Contemporary Art, SMAK, Gand
- 17e Biennale de Sydney, Sydney

2007
- Fractured Figure : Works from the Dakis Joannou Collection, fondation Deste, Athènes

2006
- DARK, Museum Boijmans Van Beuningen, Rotterdam

## Prix (sélection)
2004
- RAI Art Fair Prize, Amsterdam

2003
- Prix de Rome, Sculpture

## Collections
- Groninger Museum, Groningue, Pays-Bas
- Saatchi Collection, Londres, Royaume-Uni
- Museum Dhondt Dhaenens, Deurle, Belgique
- Musée des beaux-arts de Montréal, Québec, Canada
- Museum Het Domein, Sittard, Pays-Bas
- Los Angeles County Museum of Art, Los Angeles CA, États-Unis
- The Margulies Collection at the Warehouse, Miami, États-Unis
- Musée municipal de La Haye, La Haye, Pays-Bas
- Hudson Valley Center for Contemporary Art, New York, États-Unis
- Dakis Joannou Collection, Athènes, Grèce

## Presse (sélection)
- Catriona Black, Go figure, Heraldscotland, 15 April 2012
- Timothée Chaillou, Interview à Folkert de Jong, Dorade printemps - été 2012
- Scott Indrisek, The Alchemist, Modern Painters, Octobre 2011
- Philippe Dagen, La sculpture n'est pas morte, c'est Saatchi qui le dit, Le Monde, 16 juin 2011
- Alastair Sooke, The future of sculpture - but with an eye on past masters, The Daily Telegraph, 2011
- Jackie Wullschlager, Let's get physical, Financial Times, 2011
- Nancy Durrant, The shape of things to come, The Times, 2011
- Saskia van der Kroef, Folkert De Jong: Groninger Museum, Artforum, Février 2010
- J. Breton, A. Ténèze, Picasso – Ses maîtres et ses héritiers, Beaux Art éditions, Paris 2008
- M. LeBlanc, Folkert de Jong, Beautiful Decay, no. 5, 2008
- M. Amy, Folkert de Jong – Confronting the Grotesque, Sculpture magazine vol. 27/5, Juin 2008